# Teodoro (sobrinho de Heráclio)

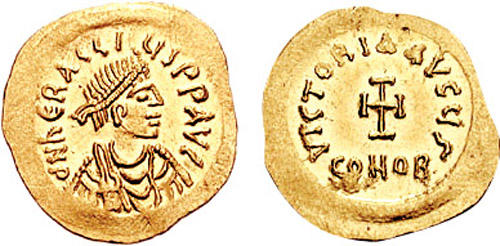
Tremisse de Heráclio r.

Teodoro (em latim: Theodorus) foi um nobre bizantino do começo do século VII. Era filho de Teodoro, o irmão do imperador Heráclio (r. 610–641). Em 635 ou 637, participou ao lado de João Atalarico, o bastardo de Heráclio, Basterotes II Bagratúnio e Davi Sarones numa conspiração que tinha como objetivo derrubar o imperador e colocar João como seu sucessor. Quando o golpe foi descoberto, Teodoro foi mutilado (teve suas mãos e nariz amputados) e exilado à ilha de Gaudomelete (talvez a moderna Gozo), onde sua perna também foi amputada.
Foi estilizado como mestre (em latim: magister) pelo patriarca Nicéforo I (r. 806–815), enquanto Sebeos, que confunde-o como irmão de Atanarico e filho de Heráclio, afirmou que esse título (por ele referido em sua variante grega magistro) era seu sobrenome. Os autores da Prosopografia do Império Romano Tardio sugerem que a forma como o título é apresentado no Breviário de Nicéforo pode indicar que trata-se de um título honorífico, talvez de mestre dos ofícios.